# الهنود في اليابان
يتكون الهنود في اليابان من المهاجرين من الهند إلى اليابان وأحفادهم. اعتبارًا من يونيو 2023، كان هناك 46262 مواطنًا هنديًا يعيشون في اليابان. يعمل الهنود في اليابان في المقام الأول في صناعة تكنولوجيا المعلومات والصناعة الطبية وغيرها من الوظائف المكتبية التي تستخدم فيها اللغة الإنجليزية. واليوم، في القرن الحادي والعشرين، شهدت الهجرة الهندية إلى اليابان تحولًا كبيرًا وتشهد اليابان تدفقًا للمهنيين من الهند.